# Kolomotuʻa
Kolomotu'a é um distrito de Tonga, localizado na divisão de Tongatapu. Em 2006, sua população era de 15.848 habitantes.